# 장석영 (1851년)
장석영(張錫英, 1851년(철종 2)∼1926)은 일제강점기 칠곡 국채보상회 회장, 제2차유림단운동 영남대표 등을 역임한 독립운동가이자 유학자이다. 경상북도 칠곡군 출신이다. 본관은 인동(仁同)이다. 호는 회당(晦堂). 우리나라 성리학의 6대가의 한분으로 관직은 의정부 우참찬으로 영의정에 추증된 여헌 장현광 선생의 9대손이다.

## 이력
1905년 일제가 무력으로 위협하여 을사조약을 강제 체결하고 국권을 박탈하자 통분하여 일제침략을 규탄하고 을사조약의 파기와 을사오적의 처형을 요청하는 「청참오적소(請斬五賊疏)」를 이승희(李承熙)·곽종석(郭鍾錫)과 함께 올렸다.
1907년 대구에서 국채보상운동이 일어나 전국에 파급될 때 칠곡지방의 국채보상회 회장으로 추대되어 활동하였다. 3·1운동이 일어나자 곽종석·김창숙(金昌淑) 등과 협의하여 파리평화회의에 제출할 독립청원서를 작성하였으며, 또 고향의 만세운동을 펴기 위하여 이기정(李基定)·성대식(成大湜)·송수근(宋壽根) 등 유림과 접촉하여 만세일정을 계획하였다.
이 때 유진성(兪鎭成)을 중심으로 한 기독교측의 만세운동계획이 있다는 사실을 알고 이들과 만나 함께 만세운동을 전개하기로 합의, 4월 2일 성주 장날의 독립만세운동에 적극 참가하였다가 일본경찰에 붙잡혀 징역 2년형을 선고받고 복역하였다.
1925년 제2차유림단운동이 있을 때 영남대표로 활동하였다. 저서로는 『회당집』·『요좌기행문(遼左紀行文)』이 있다. 1980년 건국훈장 독립장이 추서되었다.

## 참고 문헌
『대한민국독립유공인물록』(국가보훈처,1997)